# Valjoks kyrka
Valjoks kyrka ligger i byn Váljohka vid Tana älv i Karasjok kommun i Finnmark i Norge.
Kyrkan är en träkyrka som uppfördes 1931–32 och ritades av Harald Sund. Den har 60 sittplatser.
Den är kulturminnesmärkt.